# Luigi Pagnoni
Luigi Pagnoni (Martinengo, 27 aprile 1914 – Bergamo, 11 dicembre 2017) è stato un presbitero e storico dell'arte italiano.

## Biografia
Luigi Pagnoni, originario di Martinengo dove è stato ordinato sacerdote (1943), ha insegnante presso il Seminario di Clusone (1943-1951), il Liceo del Seminario di Bergamo (1951-1971) e l'Accademia Carrara (1961-1982). È stato nominato membro (1959) e presidente (1968-1994) del Consiglio di arte sacra della Diocesi di Bergamo (1959-1961) collaborando con Adriano Bernareggi, vescovo di Bergamo, alla creazione del Museo diocesano del quale è stato il primo direttore (1961-1999). 
Ha studiato e ha inventariato i beni storici e artistici della provincia di Bergamo con criteri storici e filologici promuovendone la cura, la conservazione e la catalogazione sistematica (1998) e ha pubblicato numerose opere monografiche specialistiche e articoli divulgativi. È stato canonico e arcidiacono del Capitolo della cattedrale di Bergamo dal 1972. Ne ha diretto il Settore Arte sacra (1974-1997) e l'Ufficio beni culturali (1981-1993) del quale è stato presiedente (1998-2010).

## Opere Letterarie
- Luigi Pagnoni. Le Chiese parrocchiali della Diocesi di Bergamo. 2 vol. Monumenta bergomensia. Edizioni il conventino. La domenica del popolo. 1974
- Luigi Pagnoni. Museo diocesano di Bergamo: catalogo. Monumenta Bergomensia. 1978
- Vanni Zanella, Rosalba Tardito, Luigi Pagnoni. Il monastero di Matris domini in Bergamo. vol I. Monumenta Bergomensia. 1980
- Luigi Pagnoni. Giacomo Cotta. In: I pittori bergamaschi. Il Seicento. Vol. IV. Edizioni Bolis. 1988
- Luigi Pagnoni, S. Alessandro nell'iconografia bergamasca, Bergamo, Grafica & Arte, 1989, ISBN 8872010853.
- Graziella Colmuto Zanella Bruno Cassinelli, Luigi Pagnoni, Il Duomo di Bergamo, Bergamo, Bolis, 1991, ISBN 88-7827-021-0.
- Luigi Pagnoni, Chiese parrocchiali bergamasche. Appunti di storia e arte, Bergamo, Litostampa Tecnico Grafica, 1992, ISBN 2023030161730.
- Riccardo Caproni, Lidia Gamba Persiani, Luigi Pagnoni. Martinengo nella storia civile ed ecclesiale. Edizioni Bolis. 1992
- Luigi Pagnoni, Bruno Cassinelli, Cesare Bonfanti. Religiosità popolare nella pittura murale bergamasco: la pianura. Novecento Grafico. L'Impronta, 1993
- Luigi Pagnoni. S. Gregorio Barbarigo nell'iconografia bergamasca. Litostampa istituto grafico. 1997